# Rhynchopygia
Rhynchopygia is een geslacht van vlinders van de familie snuitmotten (Pyralidae), uit de onderfamilie Pyralinae.

## Soorten
- R. kwangtungialis Caradja, 1934
- R. polychroma Ghesquière, 1942
- R. purpureorufa Hampson, 1896